# Paul Scheuring
Paul Scheuring (n. 1968, Aurora, Illinois) este un scenarist și regizor american de film și televiziune, creatorul serialului de televiziune Prison Break. S-a făcut cunoscut prin scenariul scris la filmul A Man Apart.
Scheuring s-a născut la Aurora, Illinois. Înainte de a deveni faimos pentru scenariile scrise a lucrat, conform spuselor proprii, ca muncitor într-o fabrică, curier, instalator.
După ce a lucrat la 36K (2000) și la A Man Apart (2003), Scheuring a făcut prima încercare de a deveni scenarist pentru televiziune. A scris scenariul unei miniserii Prison Break și l-a prezentat comnpaniei Fox network, dar a fost refuzat pe motiv că desfășurarea evenimentelor serialului sunt neconvenționale. După succesul pe care l-a avut Lost, produs de rețeaua de televiziune concurentă ABC, Fox a adus în prim plan proiectul Prison Break. Primul episod a fost transmis după aproximativ 20 de luni de la scrierea scenariului de către Scheuring.

## Filmografie
| An             | Titlu          | Note                                                     |
| -------------- | -------------- | -------------------------------------------------------- |
| 2008           | Mexicali       | Scriitor                                                 |
| 2005 - prezent | Prison Break   | Creator, scenarist și producător executiv al serialului. |
| 2005           | Briar & Graves | Creatorul și scriitorul serialului                       |
| 2003           | A Man Apart    | Scriitor                                                 |
| 2000           | 36K            | Regizor, editor și scriitor                              |